# Juan López Gayà
Juan López Gayà va néixer a Palma el 1930 i morí el 10 d'abril de 2008. Va ser magistrat del Tribunal Superior de Justícia de Balears (TSJB) i ex degà de l'Il·lustre Col·legi d'Advocats de Balears.

## Biografia
Fill de funcionaris de duanes, va estudiar batxillerat a Montesión i es va traslladar a Barcelona per estudiar la carrera de Dret. A la Ciutat Comtal va realitzar també les seves primera passanties i especialitzacions en Mercantil i Tributari. Després d'un any a Madrid, va tornar a Palma on va obrir el seu propi despatx el 1955, en què va començar una brillant trajectòria com a advocat.
El 1982 va ser elegit degà del Col·legi d'Advocats de Balears, càrrec que va exercir fins al 1986. El seu prestigi va créixer des d'aquest lloc, en el qual va deixar una profunda empremta pel seu tarannà obert i la seva generositat, sense que això amagués un ferm i fort caràcter. Molts dels seus col·legues, anys després de deixar el seu càrrec al Col·legi d'Advocats, seguien anomenant el boss en considerar que continuava sent el seu degà.
Home honest, amant de la llibertat i apassionat de la seva professió, va arribar a dir de si mateix que tenia com a "tara de naixement" la de no saber fer diners. A això s'hi unia una deliberada absència de protagonisme, de tal manera que, malgrat el seu prestigi, defugia les declaracions en considerar que les persones s'expressen amb decisions, més que amb paraules, i que jutges i magistrats haurien de parlar menys i emetre més sentències.
Aquest és el criteri que va seguir com a magistrat del TSJB, però, no va poder evitar que les mirades se centraran en ell quan es va convertir en el jutge instructor del Cas Túnel de Sóller, un dels grans escàndols polítics de Balears que va esclatar el 1994, en què es va investigar el cobrament de comissions il·legals pel PP després de l'adjudicació de les obres i explotació del túnel el 1988. El cas, que li costaria la presidència del Govern a Gabriel Cañellas, va col·locar a López Gayà al centre de l'interès informatiu.
Aquest cas va ser un dels molts assumptes que va tenir a les seves mans amb els quals va posar el fermall d'or a una impecable trajectòria professional basada en la vocació, l'honestedat i el rigor. "Segueixo creient en el Dret i la Justícia malgrat tot", assegurava Juan López Gayà en els seus últims anys com a magistrat del TSJB mentre seguia defensant l'honorabilitat generalitzada dels advocats i deixava patent la fermesa de la seva vocació i del seu idealisme.